# Exàmens pelvians sota anestèsia per part d'estudiants de medicina sense consentiment

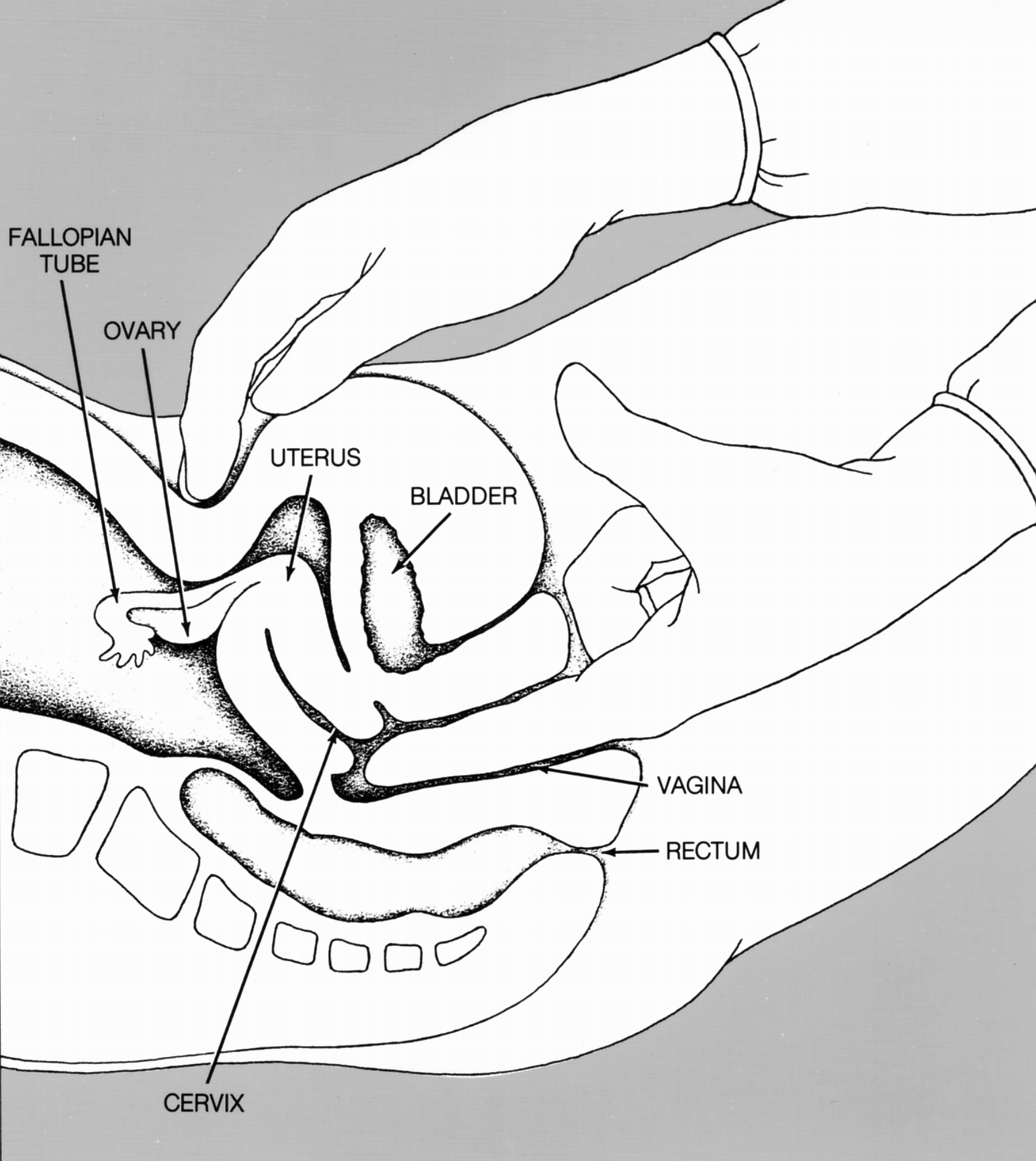
Dibuix lineal que mostra la palpació bimanual com a part d'un examen pèlvic.

Els exàmens pelvians sota anestèsia per part d'estudiants de medicina sense consentiment explícit és una pràctica que s'usa de tant en tant per ensenyar als estudiants de medicina com realitzar exàmens pelvians. Normalment, es fan durant les cirurgies ginecològiques, però no exclusivament. El 2024, el Departament federal de Salut i Serveis Humans dels Estats Units va prohibir als hospitals la realització d'exàmens no consentits de mama, pelviana, pròstata i rectal amb "propòsits educatius i de formació" per part d'estudiants de medicina, infermeres professionals o assistents mèdics. Els hospitals que no obtenen el consentiment explícit poden no ser elegibles per participar en els programes de Medicare i Medicaid i poden estar subjectes a multes i investigacions per infringir les lleis de privadesa dels pacients.
Els estudiants de medicina de primer any troben aquests exàmens més problemàtics moralment que els que han completat estudis clínics en obstetrícia i ginecologia, un exemple d'un fenomen conegut com a erosió ètica.

## Freqüència
Un estudi realitzat el 2003 va trobar que el 90% dels estudiants de medicina de Pennsilvània havien fet exàmens pelvians a pacients anestesiats durant la seva rotació de ginecologia. Un estudiant de medicina va descriure haver-los realitzat "durant 3 setmanes, de quatre a cinc vegades al dia, em van demanar, i ho vaig fer, que fes exàmens pelvians a dones anestesiades, sense consentiment específic, únicament amb la finalitat de la meva educació".
Un estudi de 2022 de sis escoles de medicina nord-americanes va trobar que del 84% dels estudiants de medicina que havien realitzat exàmens pelvians sota anestèsia, el 67% va declarar que mai o poques vegades van ser testimonis d'obtenir el consentiment explícit perquè un estudiant realitzés l'examen pelvià sota anestèsia. És possible que aquest consentiment s'hagués obtingut quan el metge va oferir una discussió sobre el tipus de procediments a realitzar, juntament amb una discussió sobre els riscos, els beneficis i les alternatives als procediments; aquesta discussió sol tenir lloc en una visita preoperatòria.
Els estudiants han descrit la pressió dels seus superiors per fer els exàmens. Han informat que creien que "no tenien l'autonomia personal per oposar-se a la realització d'exploracions sota anestèsia pelvianes que creien no consentides".

## Suport
El New York Times va trobar que "els metges sovint argumentaven que els pacients consentien implícitament a ser inscrits en l'ensenyament mèdic quan visitaven un hospital universitari, o que el consentiment per a un procediment ginecològic incloïa el consentiment per a qualsevol examen addicional relacionat".
La gent ha descrit la creença que si es demanés el consentiment, els estudiants de medicina no podrien tenir experiència realitzant exàmens pelvians; no obstant això, la majoria de les dones enquestades van declarar que consentirien aquests procediments. Una perspectiva utilitària argumenta que el benefici educatiu i el benefici conseqüent per als futurs pacients és inestimable.
Altres s'han oposat a les prohibicions per mantenir l'autonomia institucional i evitar l'excés de burocràcia.

## Oposició
Es va crear un hashtag a les xarxes socials, #MeToo Pelvic. La gent ha descrit els exàmens com a violadors i traumàtics. S'han descrit com a agressió sexual i s'ha fet una comparació amb la violació a causa de la penetració digital sense consentiment.
L'Associació de Professors de Ginecologia i Obstetrícia recomana que les exploracions pelvianes només es facin amb el consentiment explícit.
Un estudi del 2022 d'estudiants de medicina de tercer i quart curs de la Facultat de Medicina de la Universitat de Pittsburgh va trobar que el 75% dels estudiants creien que s'havia d'obtenir el consentiment explícit per als exàmens pelvians educatius sota anestèsia.

## Legalitat

### Estats Units
La pràctica va ser prohibida per primera vegada a Califòrnia l'any 2003, seguida d'⁣Illinois, Virgínia, Oregon, Hawaii, Iowa, Utah i Maryland els anys següents. El 2019, encara era legal a 42 estats, tot i que algunes escoles de medicina individuals, com Harvard, havien implementat prohibicions. El 2023, més de 20 estats havien promulgat prohibicions d'aquests exàmens. El 2024, el Departament federal de Salut i Serveis Humans dels Estats Units va prohibir als hospitals la realització d'exàmens no consentits de mama, pelviana, pròstata i rectal amb "propòsits educatius i de formació" per part d'estudiants de medicina, infermeres professionals o assistents mèdics. Els hospitals que no obtenen el consentiment explícit poden no ser elegibles per participar en els programes de Medicare i Medicaid i poden estar subjectes a multes i investigacions per infringir les lleis de privadesa dels pacients. A més, l'⁣Oficina de Drets Civils va anunciar que estaven investigant les queixes que la informació de salut dels pacients s'havia revelat a metges en formació en violació de la Regla de privadesa de la Llei de responsabilitat i portabilitat de l'assegurança mèdica de 1996.

### França
L'any 2015, es va revelar que alguns metges havien estat utilitzant pacients sota anestèsia general com a eines d'ensenyament per als seus estudiants, realitzant exàmens rectals i vaginals sense consentiment. Els més crítics van ser un grup de cinquanta metges, feministes i treballadors socials que van escriure una carta oberta al govern francès exigint la fi de la pràctica. En resposta a les revelacions, la ministra de Salut, Marisol Touraine, va demanar un informe oficial als degans de les escoles de medicina dels hospitals docents. L'informe va trobar que un de cada tres exàmens pelvians realitzats per estudiants de primer curs, i un de cada cinc realitzats per estudiants del curs posterior, es van realitzar sense el consentiment del pacient. El 2016, Touraine va introduir noves normes que prohibeixen els exàmens a pacients inconscients sense consentiment. El president de la federació de ginecòlegs i obstetres, Jean Marty, va dir que les noves regles eren "pertorbadores" per als pacients i Bernard Hédon, cap del col·legi nacional de ginecòlegs i obstetres, les va titllar de "prudències".